# Lulu Wang
Pour les articles homonymes, voir Wang (patronyme).
Cet article concerne femme de lettres chinoise. Pour la réalisatrice sino-américain, voir Lulu Wang (réalisatrice).
Lulu Wang (en chinois : 王 露露; pinyin: Wáng Lùlù), née le 22 décembre 1960 à Pékin, est une femme de lettres d'origine chinoise. Elle vit depuis 1986 aux Pays-Bas, où elle a publié plusieurs best-sellers.

## Biographie
Lulu Wang est née le 22 décembre 1960 à Pékin, en Chine. Sa mère est professeur de littérature. À l'université de Pékin, Lulu Wang étudie notamment la langue et la littérature anglaise. Après ses études, elle enseigne à l'université avant de quitter la Chine pour les Pays-Bas en 1986, à l'âge de 26 ans. Invitée à enseigner la langue chinoise à l'université de Maastricht, elle s'établit définitivement dans ce pays.
En 1997, elle publie son premier roman semi-autobiographique, Het Lelietheater (Le Théâtre Lily), qui est parsemé de proverbes et comptines en langue chinoise, traduit en néerlandais. L'ouvrage s'est vendu à plus de 800 000 exemplaires aux Pays-Bas et lui vaut le Gouden Ezelsoor en 1998. L'année suivante, il remporte le Prix international Nonino.
Son roman de 2010, Wilde Rozen, est également un livre basé sur sa vie en Chine. Cette fois, le personnage principal grandit pendant la Révolution culturelle. Wang dit de cet ouvrage qu'il s'agit de son livre le plus personnel. En 2012, elle publie Nederland, wo ai ni, une application contenant des animations, de la musique, et un forum de discussion, également disponible en e-book. Il est publié ensuite dans une version imprimée. Une seconde application  est diffusée en 2013, Zomervolliefde, une publication bilingue en langue néerlandaise et chinoise, comprenant notamment des poèmes, des illustrations, une chanson, et un court-métrage.
En plus d'être un auteur de best-sellers, Lulu Wang travaille comme chroniqueuse pour Shijie Bolan. Elle reste très attachée à son pays d'origine, la Chine, même si elle en critique certains aspects et elle a écrit une lettre ouverte en 2009 aux médias, lors de la venue du dalaï-lama aux Pays-Bas, affirmant que la question du Tibet était une question intérieure à la Chine et s'insurgeant que certains pays occidentaux reçoivent cette personnalité malgré les demandes contraires de l’État chinois.
Elle habite La Haye et a adopté la nationalité néerlandaise. Cet auteur « grand public » appartient à une génération multiculturelle d'auteurs néerlandais, comme Kader Abdolah, Abdelkader Benali, Hafid Bouazza, Khalid Boudou, Said el-Hadji, Mustafa Stitou, ou Yuhong Gong. Ils n'appartiennent pas à la communauté d'origine indonésienne, qui pour des raisons historiques, préexistait au sein des auteurs de langue néerlandaise, avec des écrivains tels que Adriaan van Dis par exemple. Ils ont de similaire de faire le pont entre des cultures différentes, d'être largement diffusés aux Pays-Bas et traduits à l'étranger.

## Œuvres
- 1997 : Het lelietheater (Le théâtre des nymphéas).
- 1998 : Brief aan mijn lezers (L'enfant tendre).
- 1999 : Het tedere kind.
- 2001 : Het Witte Feest.
- 2001 : Seringendroom (Rêve de lilas).
- 2002 : Het Rode Feest.
- 2004 : Bedwelmd (Étourdi).
- 2007 : Heldere Maan (Claire Lune).
- 2010 : Wilde rozen.
- 2010 : Lotusvingers.
- 2012 : Nederland, wo ai ni.
- 2013 : Zomervolliefde.

## Éditions françaises
- 1999 : Le théâtre des nymphéas, éditions Grasset.